# Morentin
Morentin – gmina w Hiszpanii, w Nawarze, o powierzchni 8,94 km². W 2011 roku gmina liczyła 133 mieszkańców.